# Closer to the Bone
Closer to the Bone è un album in studio del  cantante statunitense Kris Kristofferson, pubblicato nel 2009.

## Tracce
1. Closer to the Bone
2. From Here to Forever
3. Holy Woman
4. Starlight and Stone
5. Sister Sinead
6. Hall of Angels
7. Love Don't Live Here Anymore
8. Good Morning John
9. Tell Me One More Time
10. Let the Walls Come Down
11. The Wonder
12. I Hate Your Ugly Face